# 10020 بغنال
10020 بغنال هو كويكب، يقع ضمن حزام الكويكبات. اكتشف في 24 يوليو 1979.

## روابط خارجية
- 10020 بغنال في قاعدة بيانات مختبر الدفع النفاث لأجرام النظام الشمسي الصغيرة

- الاكتشاف · مخطط المدار ·  العناصر المدارية · المعلمات المادية

- 10020 بغنال على موقع ويكي سكاي: DSS2, SDSS, GALEX, IRAS, Hydrogen α, X-Ray, Astrophoto, Sky Map, Articles and images